# Nostang
Nostang är en kommun i departementet Morbihan i regionen Bretagne i nordvästra Frankrike. Kommunen ligger i kantonen Port-Louis som tillhör arrondissementet Lorient. År 2022 hade Nostang 1 650 invånare.

## Befolkningsutveckling
Antalet invånare i kommunen Nostang
| Referens: INSEE |